# Triumfetta cordifolia
Triumfetta cordifolia är en malvaväxtart som beskrevs av Achille Richard. Triumfetta cordifolia ingår i släktet triumfettor, och familjen malvaväxter.

## Underarter
Arten delas in i följande underarter:
- T. c. pubescens
- T. c. tomentosa